# Römerlager Bielefeld-Sennestadt
Koordinaten: 51° 57′ 10″ N, 8° 38′ 3″ O
Das Römerlager Bielefeld-Sennestadt war ein Marschlager, das Römer in der Zeit um Christi Geburt in den heutigen Bielefelder Stadtbezirken Sennestadt und Stieghorst in Nordrhein-Westfalen angelegt hatten. Es befand sich in der römischen Provinz Germania inferior und bot auf einer Fläche von rund 26 Hektar bis zu 25.000 römischen Soldaten Platz. Im Jahr 2017 entdeckte ein Hobbyforscher das Lager anhand seines umgebenden Erdwalls auf Lidar-Scans im Internet.

## Lage

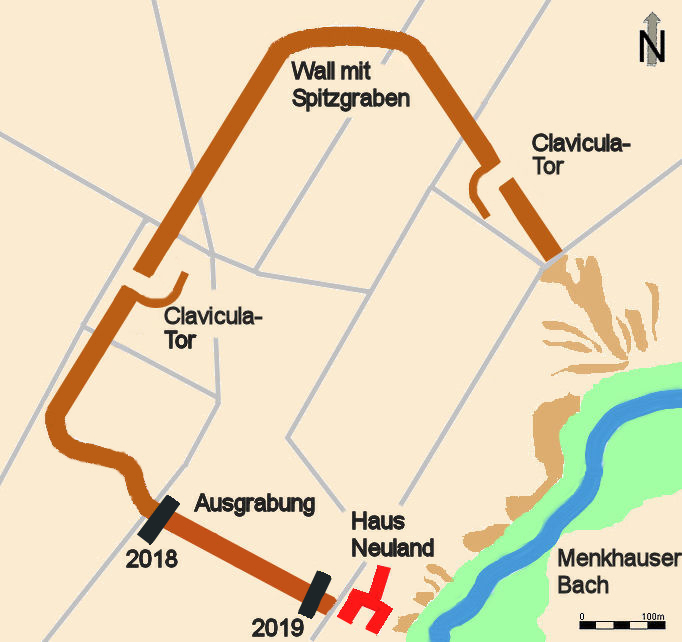
Lageskizze des Römerlagers Bielefeld-Sennestadt mit heutigem Wegenetz

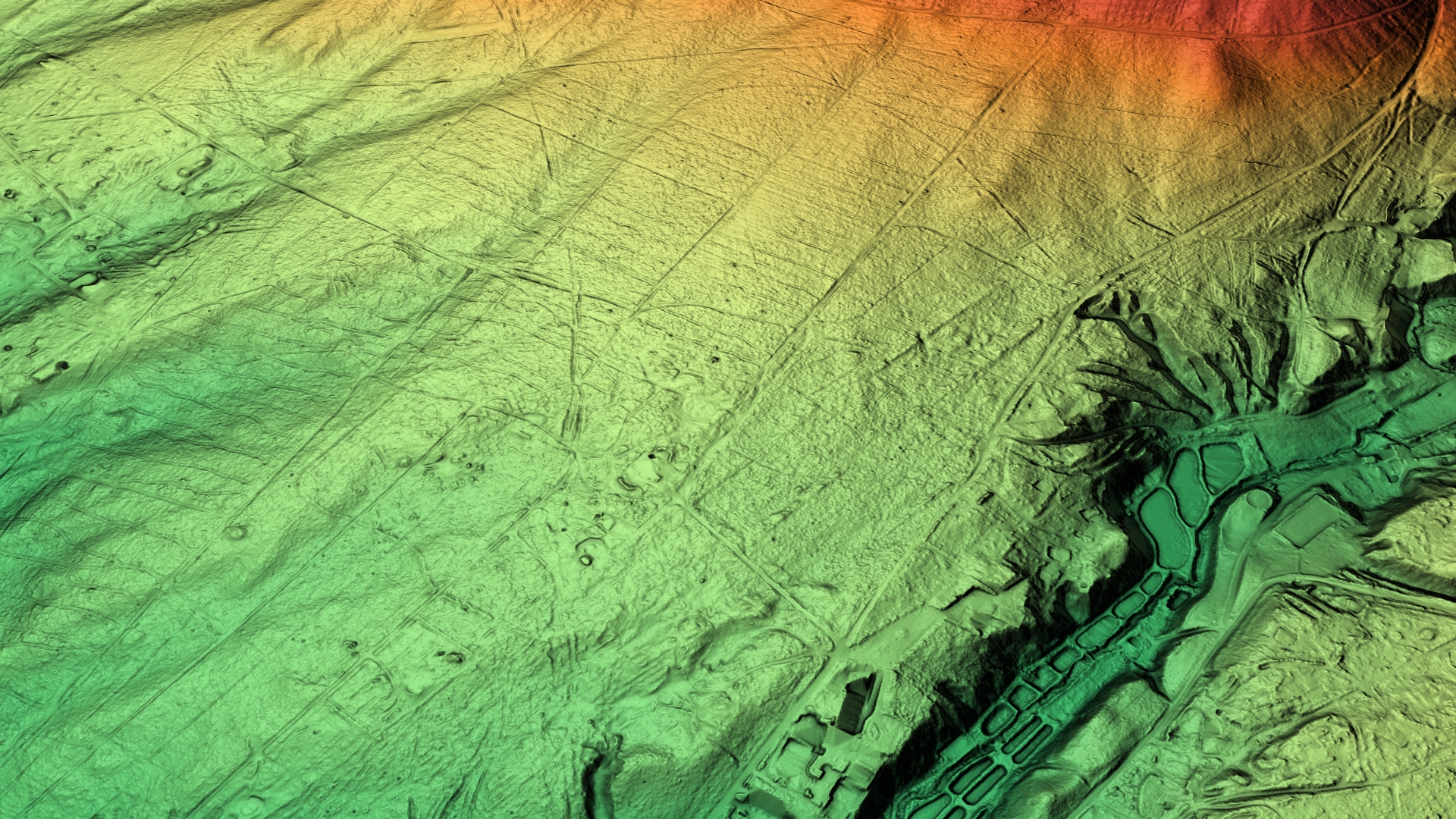
3D-Ansicht des digitalen Geländemodells

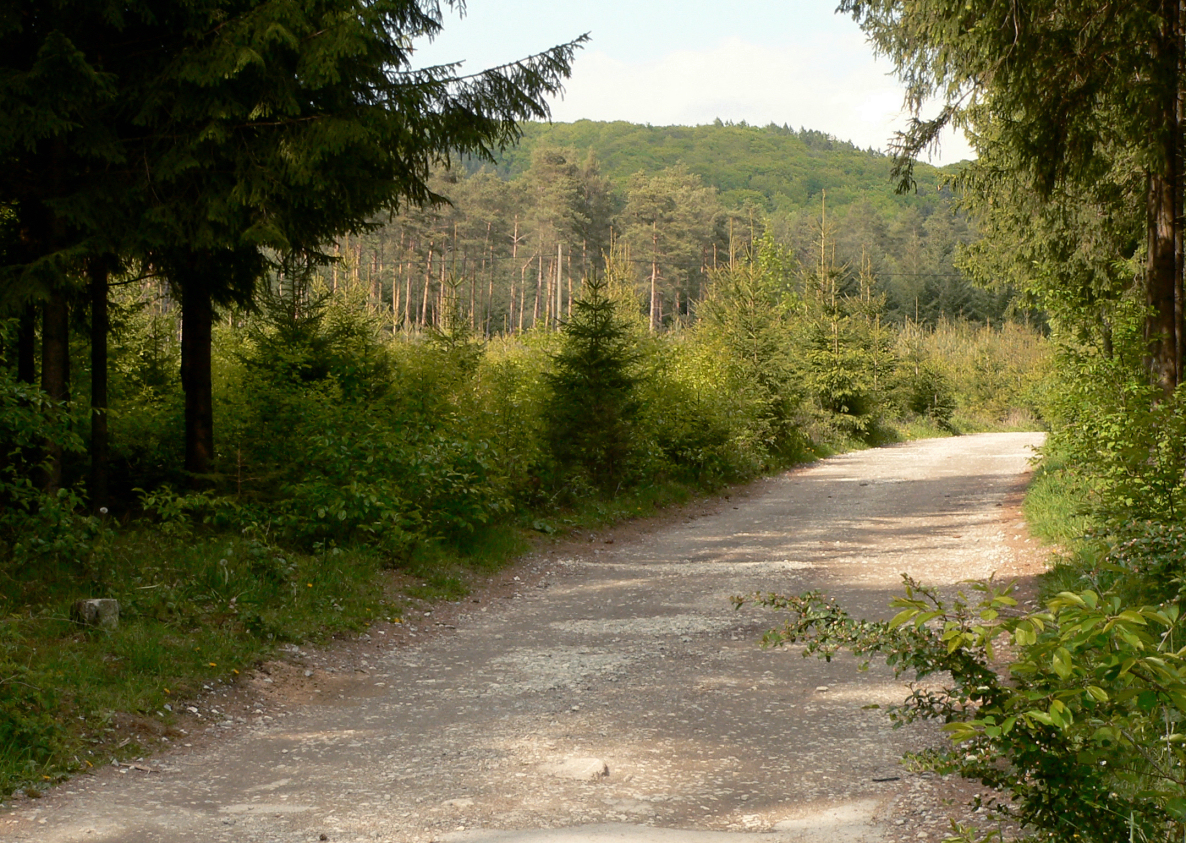
Das frühere Lagerareal, im Hintergrund der Kamm des Teutoburger Waldes mit einem Pass (rechts)

Das Römerlager Bielefeld-Sennestadt liegt in der Landschaft der Oerlinghausener Senne auf einem leicht ansteigenden Gelände am Südhang des Teutoburger Waldes. Oberhalb des Lagers führt entlang des Menkhauser Baches ein Pass über den Gebirgskamm. Abgesehen von einer etwa fünf Hektar großen Lichtung ist das Lagerareal bewaldet, was auf eine Aufforstung im 19. Jahrhundert zurückgeht. Während der Anwesenheit der Römer in der Zeit um Christi Geburt dürfte in dem Gebiet mit Podsolboden und Ortsteinbildung ein lichter Birken-Eichenwald vorgeherrscht haben.
Der frühere Lagerbereich befindet sich westlich des Tals des Menkhauser Baches, dessen Verlauf die heutige Bielefelder Stadtgrenze zur Stadt Oerlinghausen im Kreis Lippe bildet. Das Lager lag nördlich des Senner Hellwegs. Dies war ein etwa 30 km langer Abschnitt des Westfälischen Hellwegs, der bereits in der Bronzezeit bestand und in germanischer bis in mittelalterlicher Zeit Rhein und Weser verband.
Heute liegt das Lagerareal auf der Grenze zwischen zwei Bielefelder Stadtbezirken. Der kleinere Südteil, auf dem sich die Bildungsstätte Haus Neuland befindet, gehört zum Stadtbezirk Sennestadt. Der größere nördliche Teil des Lagers liegt im Ortsteil Lämershagen-Gräfinghagen auf dem Gebiet des Stadtbezirkes Stieghorst.

## Beschreibung
Das Lager hatte eine polygonale Form. Es war an drei Seiten von einem Erdwall mit vorgelagertem römischem Spitzgraben umgeben. Die Ostseite des Lagers sicherte die mehrere Meter zum Tal des Menkhauser Bachs abfallende Hangkante als natürliches Annäherungshindernis. Ursprünglich war der Wall etwa 60 cm hoch und rund zwei bis drei Meter breit. Er bestand aus dem ausgehobenen Erdmaterial des davor liegenden Spitzgrabens. Dieser war etwa 80 cm tief und ca. 1,5 Meter breit. Der Wall hat sich auf einer Länge von 1400 Metern bei einer Höhe von bis zu 40 cm erhalten. Der Spitzgraben verfüllte sich nach der Nutzungsphase der Anlage durch Witterung und Einschwemmung von Bodenmaterial.

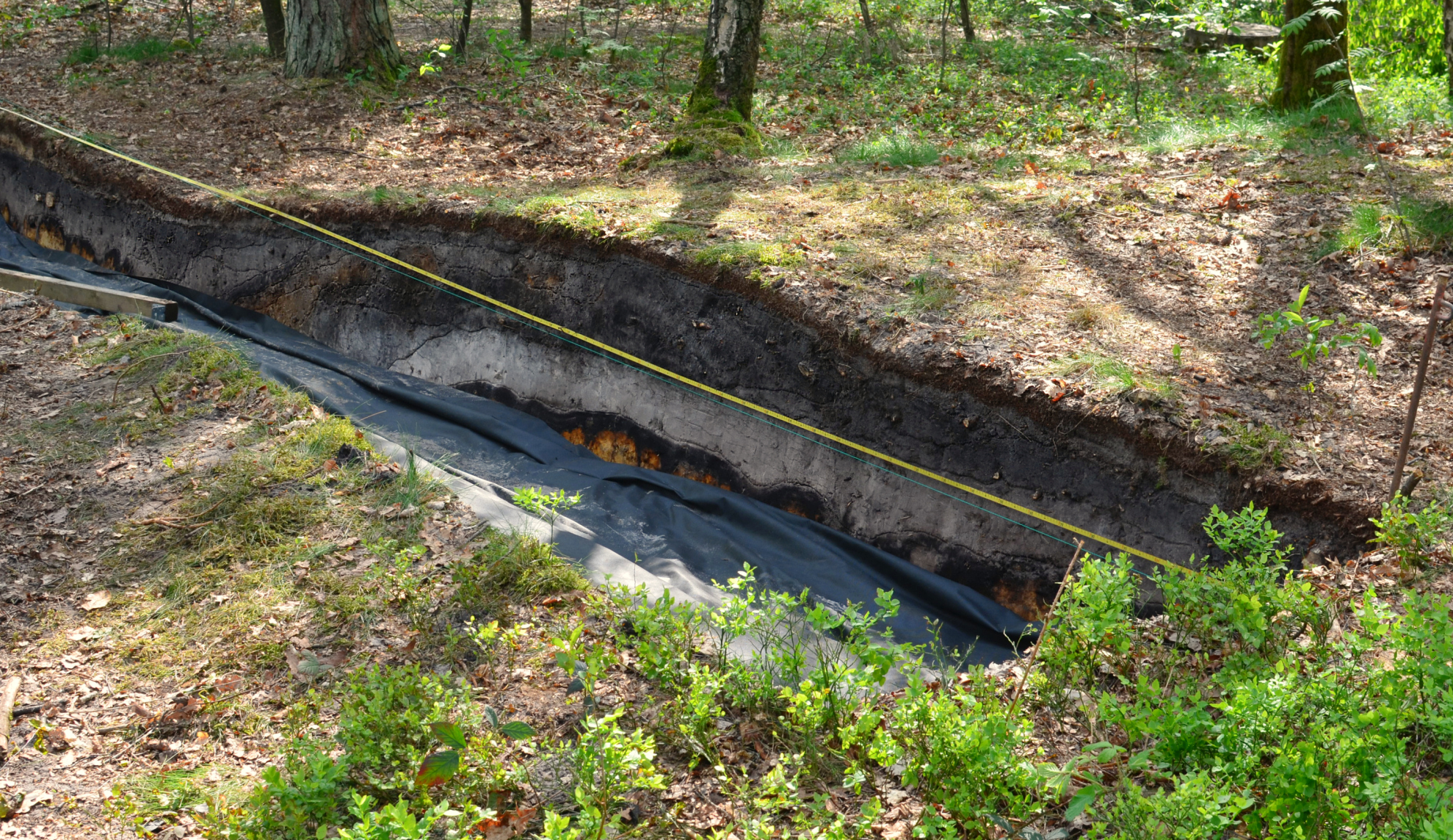
Ausgrabungsschnitt durch den Wall

Der Zugang zum Lager erfolgte über zwei Tore im Wall, die sich an der nordöstlichen und nordwestlichen Seite befanden. Es handelte sich um sogenannte Clavicula-Tore, deren Name sich vom lateinischen Wort clavicula für Schlüsselbein ableitet. Bei dieser Torform verlief der Wall in Höhe des Tores verschwenkt nach innen, wodurch ein enger und besser zu verteidigender Eingangsbereich entstand. In Verbindung mit hölzernen Mauerspeeren, die auf dem Wall aufgepflanzt und mit Seilen verbunden wurden, bot die Anlage Schutz gegen Überfälle und Wildtiere.

## Forschungsgeschichte

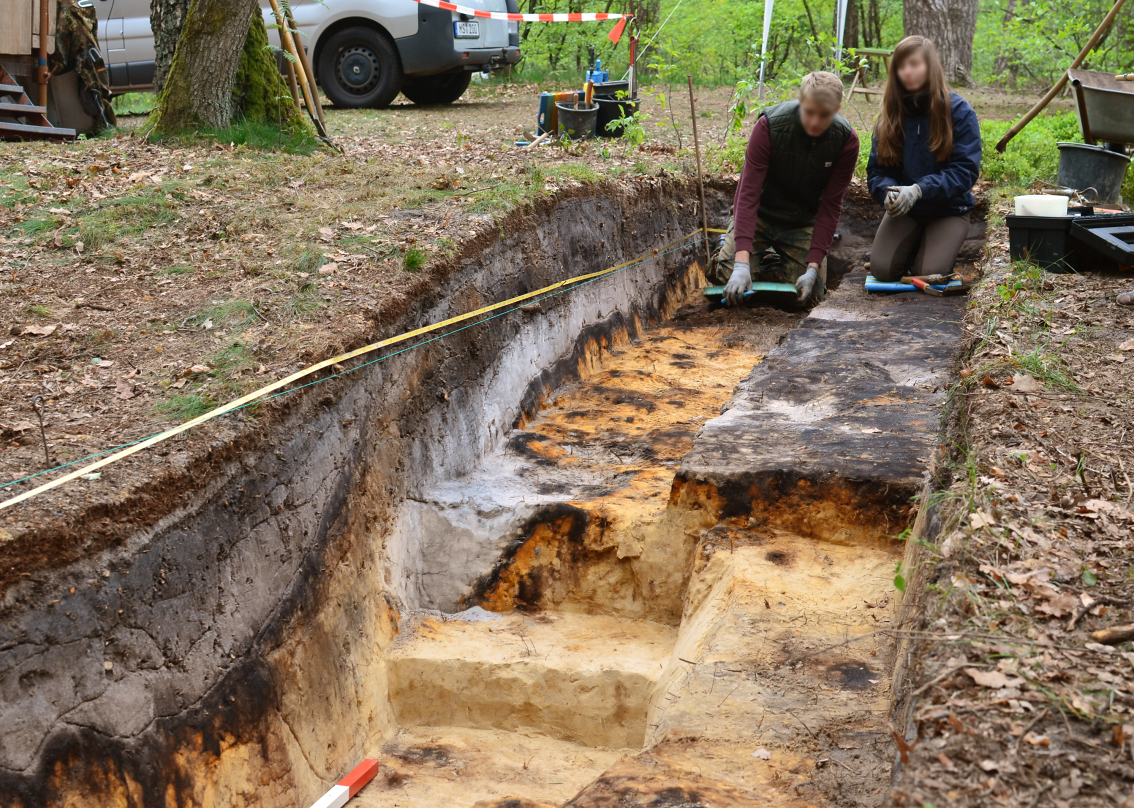
Ausgrabungsarbeiten am Wall des Lagers, 2019

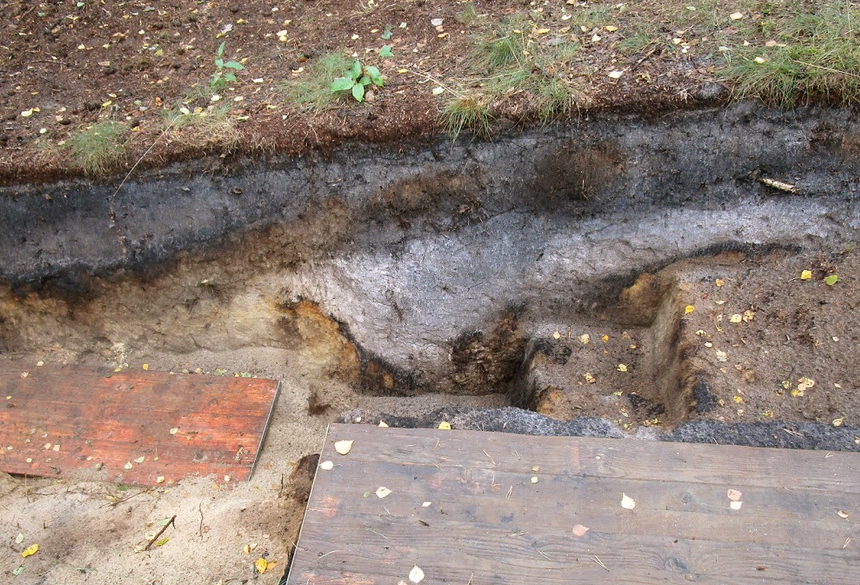
Der freigelegte Spitzgraben (hellgrau) vor dem Wall, 2019

Im Jahr 2017 entdeckte der niederländische Hobbyforscher René Jansen Venneboer das Römerlager Bielefeld-Sennestadt bei der Suche nach Spuren römischer Feldzüge im nordrhein-westfälischen Raum. Dafür nutzte er Lidar-Scans, die das Land Nordrhein-Westfalen über das Internetangebot TIM-online zur Verfügung stellt. Die Scans bilden ein digitales Geländemodell auf Grundlage von Airborne-Laserscanning-Aufnahmen ab. Dabei werden auf der Erdoberfläche auch Strukturen sichtbar, die durch Vegetation verdeckt sind. Auf diese Weise konnte der Hobbyforscher im Waldgebiet der Senne unter Bäumen und Sträuchern eine durchgehende polygonale Linie erkennen, die sich von neuzeitlichen Strukturen abhob. Die Linie hielt er aufgrund ihrer Form und Größe in Verbindung mit den beiden Unterbrechungen, die er als Clavicula-Tore deutete, für den Wall eines Römerlagers. Nach einer Inaugenscheinnahme vor Ort meldete er seine Vermutung dem Landschaftsverband Rheinland, der den Hinweis an den zuständigen Landschaftsverband Westfalen-Lippe weiterleitete. Daraufhin führte die LWL-Archäologie für Westfalen auf der betreffenden Fläche systematische Prospektionen durch und nahm im September 2018 und Mai 2019 zwei kleinere Ausgrabungsschnitte auf der Südseite des Lagers vor. Sie bestätigten die Annahme, dass es sich bei der Wallstruktur mit einem vorgelagerten V-förmigen Spitzgraben um Reste eines Römerlagers handelt. Im September 2019 erweiterten die Archäologen einen ihrer Ausgrabungsschnitte. Ende 2020 wurde die Ausgrabung durch das Zuschütten des Grabungsschnitts beendet.
Die Untersuchungen sind damit nicht beendet, da eine nichtinvasive Prospektion mittels Bodenradar vorgesehen ist. Des Weiteren ist an der Bildungsstätte Haus Neuland das Aufstellen einer Informationstafel geplant.
Die archäologischen Untersuchungen förderten bisher (September 2019) kein Fundmaterial zutage, anhand dessen sich die Anlage datieren ließe. Zu erwarten an römischen Hinterlassenschaften sind insbesondere Münzen, Ausrüstungsgegenstände sowie Reste von Feldbacköfen. Unter Einbeziehung von ehrenamtlichen Helfern sind weitere Prospektionen sowie Ausgrabungen vorgesehen, die über Jahre anhalten sollen. Seitens des Landschaftsverbands Westfalen-Lippe ist geplant, das Areal des früheren Römerlagers durch eine Ausweisung als Bodendenkmal unter Schutz zu stellen. Die dortige Suche nach Fundstücken ohne Genehmigung stelle bereits jetzt Raubgräberei dar, die der Strafverfolgung unterliege.

## Präsentation

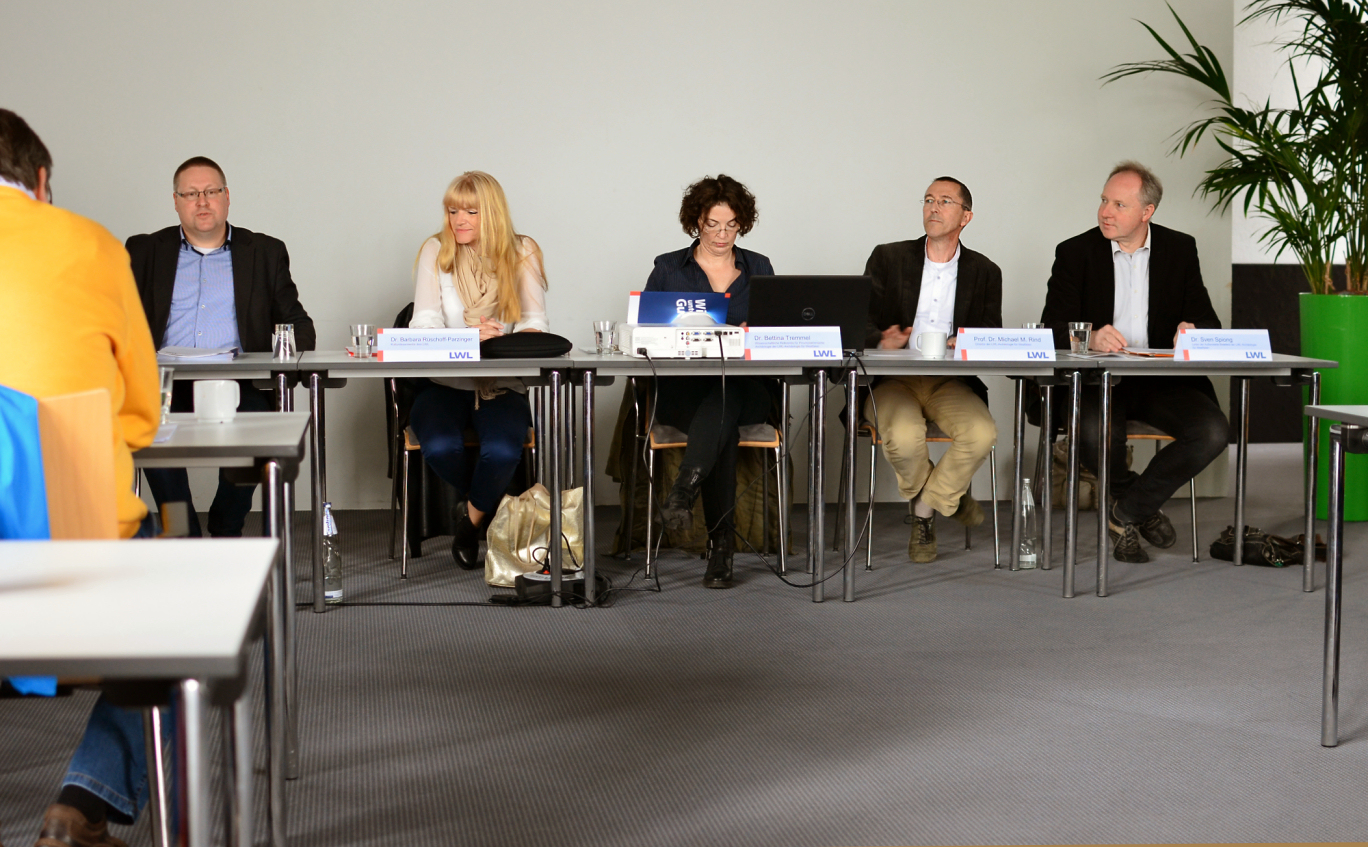
Öffentliche Bekanntgabe der Entdeckung bei einer Pressekonferenz der LWL-Archäologie für Westfalen nahe der Fundstelle im Haus Neuland, 2019

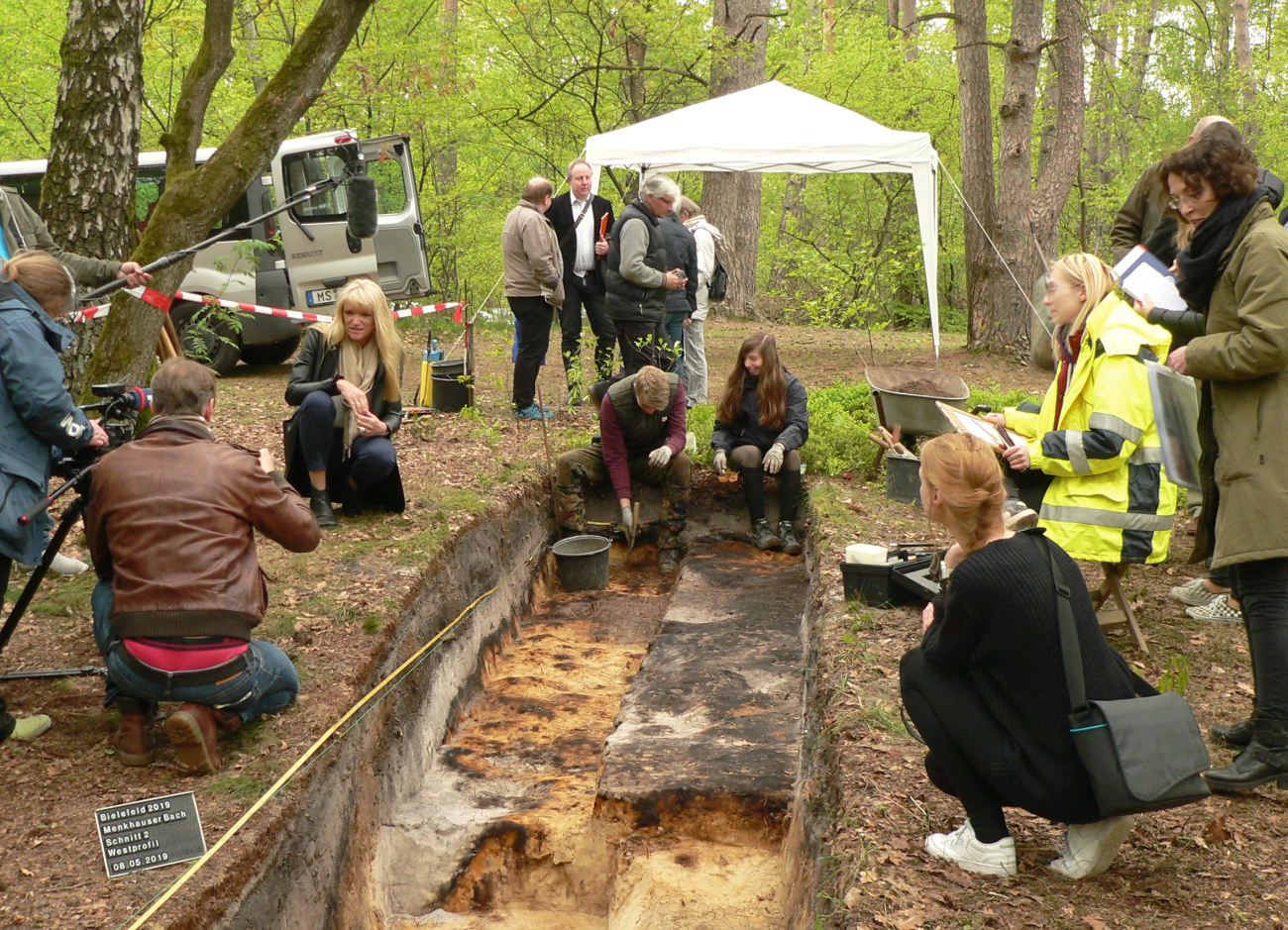
Erste Präsentation der Ausgrabung für die Presse, 2019

Die Denkmalbehörden gaben die Entdeckung bei einer Tagung im März 2019 in Münster gegenüber archäologischen Fachkreisen bekannt, während die breite Öffentlichkeit davon im Mai 2019 informiert wurde.
Nach der öffentlichen Bekanntgabe der Entdeckung bot die LWL-Archäologie im Mai 2019 Führungen an der Ausgrabungsstelle an, die mit über 500 Besuchern auf hohes Interesse stießen. Es bestehen Überlegungen des Landschaftsverbands Westfalen-Lippe, das Fundgelände touristisch erlebbar zu machen, wobei eine Zusammenarbeit mit dem Archäologischen Freilichtmuseum Oerlinghausen wahrscheinlich ist. Dies soll digital erfolgen. Ab 2021 ist bei der Landesausstellung im Lippischen Landesmuseum in Detmold eine Thematisierung des entdeckten Römerlagers vorgesehen.

## Bedeutung und geschichtliche Einordnung
Den Forschern der LWL-Archäologie für Westfalen zufolge ist das Lager in Westfalen einzigartig, weil weite Teile seines rund 2000 Jahre alten Lagerwalls noch heute im Gelände sichtbar sind. Im Gegensatz zu anderen Anlagen dieser Art hat es auf dem Areal keine moderne Überprägung durch großflächige Bebauung, Landwirtschaft oder Plaggenstich gegeben, was die oberflächigen Strukturen zerstört hätte.
Das Lager mit seiner Wall-Graben-Anlage ist nach Einschätzung der zuständigen provinzialrömischen Archäologin Bettina Tremmel von der LWL-Archäologie für Westfalen typisch für römische Marschlager. Es bot Platz für drei Legionen mit Auxiliartruppen sowie den Tross, was einer Truppenstärke von etwa 25.000 Menschen entspricht. Möglicherweise wurde die Anlage mehrfach genutzt. Das Lager bot den Legionären durch seine Lage an einem ganzjährig Wasser führenden Bach eine gute Wasserversorgung und ermöglichte ihnen die Überquerung des Teutoburger Waldes durch einen oberhalb liegenden Pass.
Die Entdeckung des Lagers wird als wichtiger Baustein zur Beschreibung der Marschrouten gesehen, die die Römer von der Lippe in das Siedlungsgebiet der Cherusker an der Weser nahmen. Es lag etwa 23 Kilometer vom Römerlager Anreppen an der Lippe entfernt, was einem Tagesmarsch entsprach. Vom Standort des Marschlagers bei Sennestadt war das Römerlager Porta Westfalica im heutigen Barkhausen zwei Tagesmärsche entfernt, so dass es dazwischen ein weiteres, bisher noch nicht gefundenes Marschlager geben könnte. Dieses vermuten die Archäologen aufgrund der täglichen Marschstrecke der Legionäre von etwa 20 Kilometern auf halber Strecke bis zur Weser bei Löhne. Bis zur Entdeckung des Lagers bei Sennestadt hatten die Archäologen zur Überquerung des Teutoburger Waldes ein Marschlager nahe dem Bielefelder Pass vermutet, in dessen Nähe die Römische Kreisgrabenanlage auf der Sparrenberger Egge gefunden wurde.
Den Forschern ist bisher nicht bekannt, auf welches militärische Ereignis die Errichtung des Marschlagers zurückzuführen ist. Sie rechnen es den Augusteischen Germanenkriegen zu und datieren es grob in die Zeit zwischen 1 und 16 n. Chr., wofür die Dimensionen, die Form und die Clavicula-Tore sprechen.